# Kai Jones

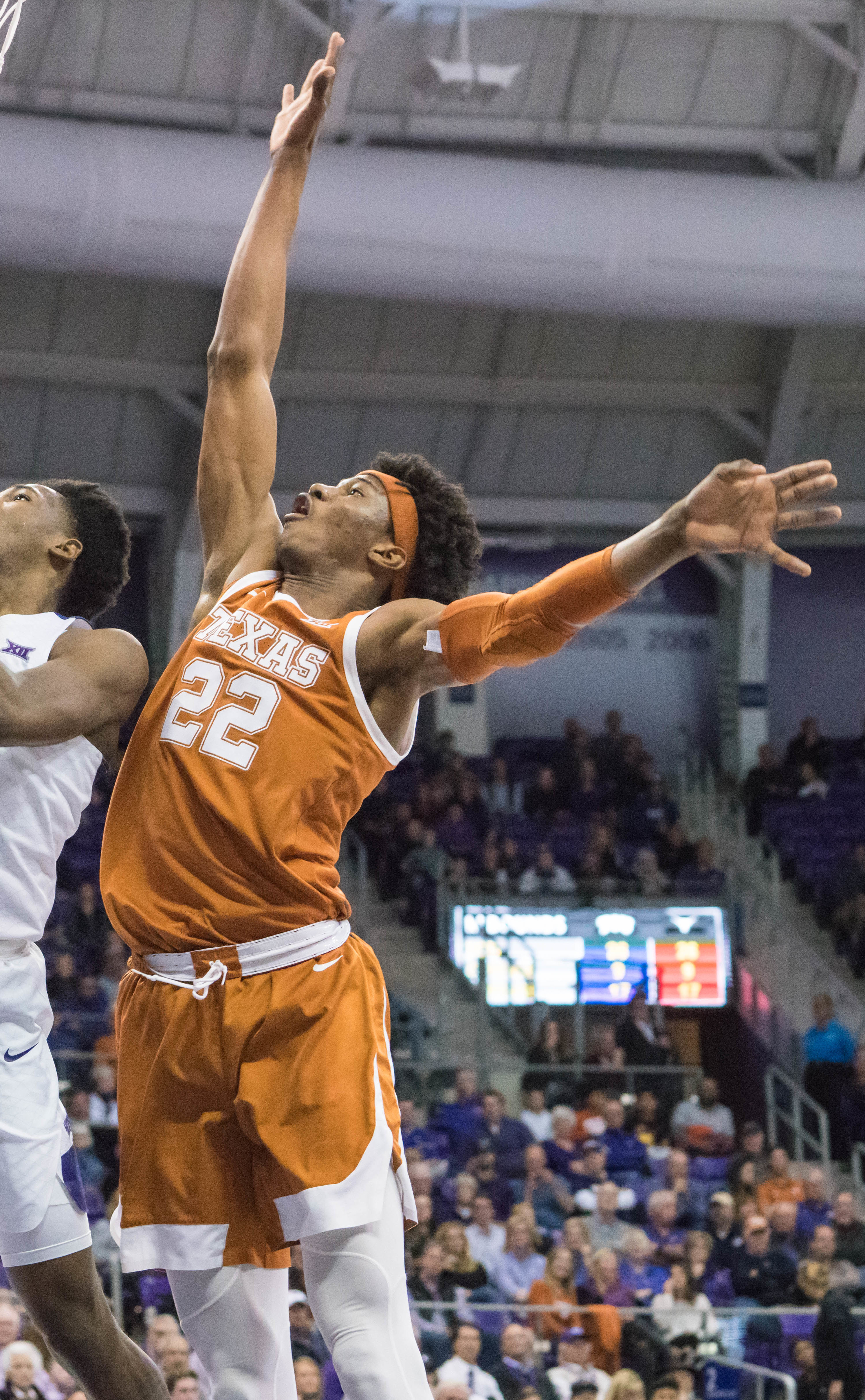
Kai Jones, 2020.

Kai Martinez Jones, född 19 januari 2001 i Nassau, är en bahamansk professionell basketspelare (C/PF) som spelar för Dallas Mavericks i National Basketball Association (NBA). Han har tidigare spelat för Charlotte Hornets och Los Angeles Clippers.
Jones draftades av New York Knicks i första rundan i 2021 års draft som 19:e spelare totalt.
Innan han blev proffs studerade Jones på University of Texas at Austin och spelade för deras idrottsförening Texas Longhorns.